# Segling vid olympiska sommarspelen 2004
Segling vid olympiska sommarspelen 2004 hölls vid Agisos Kosmas, Aten. Det tävlades i elva olika grenar.

## Medaljtabell
| Pl.    | Nation         | Guld | Silver | Brons | Totalt |
| ------ | -------------- | ---- | ------ | ----- | ------ |
| 1      | Storbritannien | 2    | 1      | 2     | 5      |
| 2      | Brasilien      | 2    | 0      | 0     | 2      |
| 3      | Spanien        | 1    | 2      | 0     | 3      |
| 4      | Österrike      | 1    | 1      | 0     | 2      |
| 4      | Grekland       | 1    | 1      | 0     | 2      |
| 4      | USA            | 1    | 1      | 0     | 2      |
| 7      | Frankrike      | 1    | 0      | 1     | 2      |
| 7      | Israel         | 1    | 0      | 0     | 1      |
| 7      | Norge          | 1    | 0      | 0     | 1      |
| 10     | Ukraina        | 0    | 2      | 0     | 2      |
| 11     | Kina           | 0    | 1      | 0     | 1      |
| 11     | Tjeckien       | 0    | 1      | 0     | 1      |
| 11     | Kanada         | 0    | 1      | 0     | 1      |
| 14     | Danmark        | 0    | 0      | 2     | 2      |
| 15     | Argentina      | 0    | 0      | 1     | 1      |
| 15     | Italien        | 0    | 0      | 1     | 1      |
| 15     | Japan          | 0    | 0      | 1     | 1      |
| 15     | Polen          | 0    | 0      | 1     | 1      |
| 15     | Slovenien      | 0    | 0      | 1     | 1      |
| 15     | Sverige        | 0    | 0      | 1     | 1      |
| Totalt |                | 11   | 11     | 11    | 33     |

## Medaljsammanfattning

### Damer
| Event                   | Guld                                                    | Silver                                                    | Brons                                                |
| Mistral Detaljer...     | Faustine Merret (FRA)                                   | Yin Jian (CHN)                                            | Alessandra Sensini (ITA)                             |
| Europajolle Detaljer... | Siren Sundby (NOR)                                      | Lenka Smidova (CZE)                                       | Signe Livbjerg (DEN)                                 |
| 470 Detaljer...         | Sofia Bekatorou och Aimilia Tsoulfa (GRE)               | Sandra Azón och Natalia Vía Dufresne (ESP)                | Therese Torgersson och Vendela Zachrisson (SWE)      |
| Yngling Detaljer...     | Storbritannien Shirley Robertson Sarah Webb Sarah Ayton | Ukraina Ruslana Taran Ganna Kalinina Svitlana Matevusjeva | Danmark Dorte Jensen Helle Jespersen Christina Otzen |

### Herrar
| Event                 | Guld                                    | Silver                              | Brons                                  |
| Mistral Detaljer...   | Gal Fridman (ISR)                       | Nikolaos Kaklamanakis (GRE)         | Nick Dempsey (GBR)                     |
| Finnjolle Detaljer... | Ben Ainslie (GBR)                       | Rafael Trujillo (ESP)               | Mateusz Kusznierewicz (POL)            |
| 470 Detaljer...       | Paul Foerster och Kevin Burnham (USA)   | Nick Rogers och Joe Glanfield (GBR) | Kazuto Seki och Kenjiro Todoroki (JPN) |
| Starbåt Detaljer...   | Torben Grael och Marcelo Ferreira (BRA) | Ross MacDonald och Mike Wolfs (CAN) | Pascal Rambeau och Xavier Rohart (FRA) |

### Öppen
| Event               | Guld                                         | Silver                                 | Brons                                    |
| Laser Detaljer...   | Robert Scheidt (BRA)                         | Andreas Geritzer (AUT)                 | Vasilij Žbogar (SLO)                     |
| 49er Detaljer...    | Iker Martínez och Xabier Fernández (ESP)     | Rodion Luka och George Leontjuk (UKR)  | Chris Draper och Simon Hiscocks (GBR)    |
| Tornado Detaljer... | Roman Hagara och Hans-Peter Steinacher (AUT) | John Lovell och Charlie Ogletree (USA) | Santiago Lange och Carlos Espínola (ARG) |